# Pagórki (województwo wielkopolskie)
Pagórki – wieś w Polsce położona w województwie wielkopolskim, w powiecie konińskim, w gminie Wierzbinek.
Do końca 2015 roku stanowiła część wsi Cegielnia-Rudki.
W latach 1975–1998 miejscowość należała administracyjnie do województwa konińskiego.